# Parafia św. Stanisława Kostki w Przasnyszu
Parafia pw. św. Stanisława Kostki w Przasnyszu  – rzymskokatolicka parafia należąca do dekanatu przasnyskiego, diecezji płockiej, metropolii warszawskiej.

## Historia parafii
Parafia pod wezwaniem św. Stanisława Kostki została erygowana przez bpa Bogdana Sikorskiego 26 września 1982 r. Kościołem parafialnym jest późnogotycki kościół ojców pasjonistów, niegdyś bernardynów, fundowany w 1618 przez Pawła Kostkę, wicekasztelana ciechanowskiego, konsekrowany w 1635. Kościół i klasztor był w posiadaniu bernardynów do ich kasaty w 1864. Do 1923 obiektem opiekowali się księża diecezjalni, następnie ojcowie pasjoniści sprowadzeni w 1923 z Rzymu. Uszkodzony w czasie II wojny światowej, odremontowany i ozdobiony w latach 1952–1953 polichromią, jest miejscem kultu Matki Boskiej Niepokalanej. Obraz słynący łaskami ukoronowany został 18 września 1977 r. koronami papieskimi. Kościół wyposażony jest w ołtarz soborowy, ołtarz w kaplicy cudownego obrazu MB Niepokalanej oraz 17-głosowe organy. Na terenie parafii znajduje się kościół i klasztor sióstr kapucynek. Od września 2014 roku znajduje się tu nowicjat pasjonistów.

## Miejsca święte

### Kościół parafialny
Kolatorem budowy zespołu klasztornego był brat św. Stanisława, chorąży ciechanowski Paweł Kostka. W 1586 uzyskał on od papieża Sykstusa V pozwolenie na sprowadzenie do Przasnysza zakonu bernardynów. Na budowę kościoła i klasztoru Paweł przeznaczył całe swoje dobra rodzinne w Rostkowie. Budowa, rozpoczęta w 1588 pod kierunkiem nieznanego architekta, na miejscu dawnego kościoła szpitalnego św. Jakuba Apostoła, trwała do 1618. Przed 1607 z funduszów Elżbiety Mostowskiej dobudowano do kościoła od strony południowej kaplicę św. Anny. Konsekracji kościoła dokonał w 1635 sufragan płocki Stanisław Starczewski. Zabudowania klasztorne wzniesiono staraniem Jana Nowodworskiego i jego żony Barbary z Kretkowskich (ostatecznie ukończono je dopiero w 1671).

## Księgi parafialne
Księgi metrykalne są prowadzone dla;
- chrztów od 1982,
- ślubów od 1982,
- zgonów od 1982.

## Obszar parafii

### Miejscowości i ulice
W granicach parafii znajdują się miejscowości:

- Annopol,
- Cierpigórz,
- Golany,
- Klewki,
- Leszno

oraz ulice Przasnysza:
- ul. Chabrowa, Chełchowskiego, Ciechanowska, Długa,
- Dobra,
- Dworska,
- Gdańska,
- Glinki,
- Gołymińska,
- Hoppe,
- Jelińskiego,
- Kąpielowa,
- Kilińskiego,
- Kochanowskiego,
- Kolejowa,
- św. Stanisława Kostki,
- Krótka,
- Kurpiowska,
- Krzywa,
- Łąkowa,
- Leszno,
- 3 Maja,
- Mazowiecka,
- Miła,
- Młodych,
- Nadrzeczna,
- Okopowa,
- Pielgrzymkowa,
- Piękna,
- Pileckiego,
- Piłsudskiego,
- Polna,
- Poziomkowa,
- Prosta,
- Przemysłowa,
- Pstra,
- Reja,
- Rostkowska,
- Rowerowa,
- Ruda,
- Rumiankowa,
- Rycerska,
- Rzemieślnicza,
- Sienna,
- Słoneczna,
- Słowackiego,
- Spacerowa,
- Spokojna,
- Stawki,
- Szosa Ciechanowska,
- Spacerowa,
- Spokojna,
- Szpitalna,
- Targowa,
- Westerplatte,
- Wiejska,
- Willowa,
- Zaciszna,
- Zawodzie,
- Zduńska,
- Żniwna.

## Duszpasterze

### Proboszczowie
- O. Bogdan Kołakowski (1982–1987)
- O. Przemysław Kulesik (1987–1990)
- O. mgr Piotr Gryz (1990–1994)
- O. Przemysław Kulesik (1994–1998)
- O. dr Leon Litwiński (1998–2002)
- O. Bogdan Kołakowski CP (2002–2006)
- O. mgr Janusz Kołodziej CP (2006–2009)
- O. mgr lic. Mariusz Wojciechowski (2009–2010)
- O. mgr Przemysław Remigiusz Śliwiński (2010–2013)
- O. mgr Wiesław Marek Wiśniewski CP (od 2013)

## Działalność parafialna

### Zgromadzenia zakonne
Domy zakonne na terenie parafii:
- Dom Ojców Pasjonistów (kaplica)
- Dom Sióstr Kapucynek (kaplica)
- Dom Sióstr Pasjonistek św. Pawła od Krzyża, (kaplica)